# El Chapo (Fernsehserie)
El Chapo ist eine US-amerikanische Krimiserie von Silvana Aguirre und Carlos Contreras aus dem Jahr 2017. Die Serie ist eine Koproduktion des spanischsprachigen Fernsehsenders Univision und des Video-on-Demand-Anbieters Netflix. Sie thematisiert das Leben von El Chapo, einem mexikanischen Drogenboss. Die Hauptrolle des El Chapo spielt Marco de la O.

## Handlung
Die Serie erzählt den Aufstieg von Joaquín „El Chapo“ Guzmán in den 1980er-Jahren im Guadalajara-Kartell. Anfänglich steht er in Diensten des Drogenbosses Miguel Ángel Félix Gallardo und baut sich seinen ersten eigenen Tunnel, durch den er illegal Drogen über die Grenze schmuggeln kann. El Chapo übergeht Amado Carrillo Fuentes, der für die Kokain-Geschäfte mit dem kolumbianischen Medellín-Kartell verantwortlich ist, um einen eigenen Deal mit Pablo Escobar auszuhandeln. Nach der Inhaftierung von Miguel Ángel und Amado wird Miguels Einflussgebiet unter der Aufsicht von General Blanco für die Bundesregierung aufgeteilt. Auf Miguels Wunsch untersteht Chihuahua Rafael Aguilar Guajardo, der als Repräsentant von Amado auch die Kontrolle über Ciudad Juárez hat. Sinaloa untersteht Ismael Zambrano, Tijuana bleibt das Einflussgebiet der Brüder Benjamín und Ramón Avendaño, Emilio Quintero Payán erhält Nogales und Hermosillo, Chapos Partner Heriberto „El Güero“ Palma erhält San Luis Río Colorado, Mexicali wird das Gebiet von Rafael Chao und zu guter Letzt erhält El Chapo Tecate, wodurch er offiziell zu einem Boss ernannt wird. Chapo und Güero geraten in Konflikt mit dem Tijuana-Kartell der Avendaño-Brüder, wodurch Amado aus der Haft entlassen wird, um für Frieden zu sorgen. Trotz eines beschlossenen Waffenstillstands, lassen die Avendaños Güeros Frau und Kinder ermorden und der Krieg wird neu entflammt; nach dieser Tragödie schlägt Ismael sich auf die Seite von Chapo. Als die Avendaños in Zusammenarbeit mit Mitgliedern der Norteños aus San Diego Guzmán am Flughafen Guadalajara im Mai 1993 stellen können, gelingt ihm die Flucht; jedoch wird der Kardinal Juan Jesús Posadas Ocampo im Auftrag der Regierung bei dieser Schießerei erschossen. Um dessen Ermordung zu vertuschen, wird der Mord am Kardinal El Chapo angehängt und dieser befindet sich fortan auf der Flucht. Während seiner Flucht nach El Salvador, wo er eine 5 Tonnen-Lieferung Kokain erwarten sollte, handelt Chapo mit einem örtlichen Boss von Guatemala, Otto Herrerías, eine Partnerschaft aus und wird später zusammen mit seiner rechten Hand Toño und seiner Liebhaberin Chío in Guatemala-Stadt verhaftet, bevor er im Hochsicherheitsgefängnis Altiplano inhaftiert wird. Während seiner Inhaftierung wird er wegen Bestechungsversuchen und der aufgedeckten Planung seiner Flucht, mehrere Male in Isolationshaft gesteckt. In Erinnerung an seinem Aufstieg in der Organisation von Pedro Avilés Pérez, im Alter von 16 Jahren, gibt er die Hoffnung nicht auf.
Die zweite Staffel setzt 8 Jahre nach der letzten Staffel ein. Guzmán hat acht Jahre im Gefängnis verbracht, während er selbst in ein besseres Gefängnis verlegt wurde, Amado 1997 verstorben ist und Ismael die richtigen Strippen zieht, dass Chapo im Januar 2001 aus der Haft fliehen kann. Dank der Allianz mit Don Sol – ein Anwärter auf den Präsidentschaftsposten – kann er seine Feinde besiegen und das Sinaloa-Kartell mit einflussreichen Verbündeten in die mächtigste Organisation des Landes verwandeln. Ihm gelingt es die Avendaños aus Tijuana aus dem Geschäft zu drängen und er gründet mit der Unterstützung von Ismael und den Bernal Leyda-Brüdern, eine neue Federación unter seinem Kommando mit den Plasencia-Brüdern vom Milenio-Kartell, den Brüdern Chente und Rodolfillo vom Tijuana-Kartell und später mit Nazario Moreno von der Familie Michoacán. Er zieht gegen Raciel Cardenas und „Tony Tormenta“ vom Golf-Kartell in den Krieg und hat somit deren militärischen Arm namens Los emes, angeführt von „El Cano“, gegen sich. El Chapos inhaftierter Bruder „El Pollo“ wird während dessen im Auftrag von Chente ermordet, nachdem dessen Bruder Rodolfillo durch Fehlverhalten im Auftrag von El Chapo ermordet wurde. Chapo lernt die Schönheitskönigin Elba Coronado kennen, die er zu ihrem 18. Geburtstag zu seiner Frau machen wird und er zieht während des Kampfes mit den Los emes gegen Chente in den Krieg, wodurch diese sich verbünden und der Kampf umso schwerer für die Federación wird. Nach einer Waffenruhe die durch Arturo Bernal Leyda geschlossen werden konnte, werden die Bernal Leyda-Brüder selbst von Chapo verraten um die Inhaftierung seines Sohnes Quino umkehren zu können, wodurch Alfredo inhaftiert wird. Arturo und sein Partner „La Muñeca“ verbünden sich mit El Cano und Chente, um El Chapo das Handwerk zu legen. Während dieser Machtkämpfe verliert Chapo irrtümlicherweise seinen Sohn „El Moreno“ und aufgrund von Chapos scheinbarer Unfähigkeit, verlassen Nazario Moreno und die Plasencia-Brüder als neutrale Parteien die Federación. Tony Tormenta, der von El Cano als örtlichen Boss abgelöst wurde, schlägt sich auf Wunsch seines inhaftierten Bruders Raciel, auf die Seite von El Chapo und auch La Muñeca kann Chapo auf seine Seite ziehen, wodurch es der Federación in Zusammenarbeit mit der Regierung gelingt, El Cano, Chente und Arturo aus dem Verkehr zu ziehen. Arturo wird während eines erbitternden Kampfes von einer Marineinfanterie ermordet, Chente wird verhaftet und El Cano ist gezwungen aus seinem Gebiet zu fliehen. El Chapo ernennt seine rechte Hand, Toño, aufgrund seiner Verdienste, zum neuen Boss von Guadalajara. Conrado Sol steigt in seiner politischen Karriere auf und das Sinaloa-Kartell ist nun die mächtigste Organisation des Landes.

## Besetzung und Synchronisation
Die deutschsprachige Synchronisation entstand nach einem Dialogbuch von Andrea Solter (Staffeln 1–3), Sabine Hinrichs, Sylvia Bartoschek (Staffel 1), Daniel Anderson, Jörg Heybrock (Staffel 2), Andrea Greul (Staffeln 2–3), Sven Plate, Andrea Pichlmaier und Thomas Rock (Staffel 3) und unter der Dialogregie von Sven Plate (Staffeln 1–3) und Jasmin Arnoldt (Staffel 2) durch die Synchronfirma Oxygen Sound Studios in Berlin.

### Hauptfiguren
| Schauspieler           | Rolle                                    | Synchronsprecher   | basiert auf                          |
| ---------------------- | ---------------------------------------- | ------------------ | ------------------------------------ |
| Marco de la O          | El Chapo                                 | Wolfgang Wagner    |                                      |
| Humberto Busto         | Conrado „Don Sol“ Higuera Sol            | Michael Pan        | Genaro Garcia Luna                   |
| Diego Vásquez          | Ismael Zambrano                          | Marco Kröger       | Ismael Zambada García                |
| Juan Carlos Cruz       | Manuel Alejandro „El Bravo“ Aponte Gómez | Florian Hoffmann   |                                      |
| Alejandro Aguilar      | Toño                                     | Felix Spieß        |                                      |
| Laura Osma             | Elba Coronado                            | Jill Schulz        | Emma Coronel Aispuro                 |
| Wilmer Cadavid         | Dámaso Jiménez Gálvez                    | Stefan Gossler     |                                      |
| Iván Aragón            | „El Quino“ Guzmán                        | Christian Zeiger   | Ivan Archivaldo Guzmán Salazar       |
| David Ojalvo           | Richard Smith                            |                    |                                      |
| Paco Rueda             | Licenciado Alberto Lora                  |                    |                                      |
| Héctor Holten          | President Carlos Salinas de Gortari      | Bodo Wolf          |                                      |
| Juan Pablo de Santiago | Franco                                   | Tim Knauer         |                                      |
| Marcela Mar            | Berta Avila                              | Ulrike Stürzbecher |                                      |
| Juliette Pardau        | Graciela                                 | Samira Jakobs      | Griselda López Pérez                 |
| Cristina Michaus       | Doña Esperanza                           |                    | María Consuelo Loera Pérez           |
| Antonio de la Vega     | Arturo Bernal Leyda                      | Ingo Albrecht      | Marcos Arturo Beltrán-Leyva          |
| Quique Mendoza         | Manuel „El Uno“ (Der Eine)               | Peter Lontzek      |                                      |
| Juan Carlos Olivas     | Heriberto „El Güero“ Palma               | Peter Flechtner    | Héctor Luis „El Güero“ Palma Salazar |
| Paúl Choza             | „El Chente“                              | Lutz Schnell       | Vicente Carrillo Fuentes             |
| Harold Torres          | „El Cano“                                | Dennis Schmidt-Foß | Heriberto Lazcano Lazcano            |
| Moises Arizmendi       | President Esteban Prieto                 |                    |                                      |
| Roberto Uscanga        | Alfredo „El Arriero“ Bernal Leyda        |                    | Alfredo Beltrán Leyva                |
| Rodrigo Abed           | Amado Carrillo Fuentes                   | Matti Klemm        |                                      |
| Rolf Petersen          | Ramón Avendaño                           | Michael Iwannek    | Ramón Arellano Félix                 |
| Carlos Hernán Romo     | Benjamín Avendaño                        | Bernhard Völger    | Benjamín Arellano Félix              |
| Valentina Acosta       | Alejandra                                | Tanya Kahana       | Alejandrina María Salazar Hernández  |
| Hector Muñoz           | Edgar „El Moreno“ Guzmán                 | Patrick Baehr      |                                      |

### Nebenfiguren
| Schauspieler          | Rolle                                     | Synchronsprecher     | basiert auf                        |
| --------------------- | ----------------------------------------- | -------------------- | ---------------------------------- |
| Luis Rábago           | General Blanco                            | Tim Moeseritz        |                                    |
| Leandro López         | „La Muñeca“                               |                      | Edgar Valdez Villarreal            |
| Marco Antonio Aguirre | Raciel Cardenas                           | Erich Räuker         | Osiel Cárdenas Guillén             |
| Nelson Camayo         | Nazario Moreno González                   | Jan Spitzer          |                                    |
| Teté Espinoza         | Chío                                      | Luisa Wietzorek      |                                    |
| Dolores Heredia       | Gabriela Saavedra                         | Christin Marquitan   |                                    |
| Ermis Cruz            | Isidoro                                   |                      | Fausto Isidro Meza Flores          |
| Luis Fernando Peña    | Armando „Rayo“ López                      | Fabian Oscar Wien    |                                    |
| Ricardo Lorenzana     | Miguel Ángel Félix Gallardo               | Jannik Endemann      |                                    |
| Biassini Segura       | „El Lobito“ Avendaño                      |                      | Francisco Javier Arellano Félix    |
| Camilo Amores         | Arturo „El Pollo“ Guzmán Loera            |                      |                                    |
| Pedro Suarez          | Camilo Guzmán                             |                      | Emilio Guzmán Bustillos            |
| Pedro de Tavira       | Rodolfillo                                | Matthias Deutelmoser | Rodolfo Carrillo Fuentes           |
| Gerardo Florez        | Ezequiel „Tony Tormenta“ Cárdenas Guillén | Sven Brieger         |                                    |
| Irán Castillo         | Vanessa Espinoza                          |                      | Kate del Castillo                  |
| Santiago Lozano       | Mayel Zambrano                            |                      | Vicente Zambada Niebla             |
| Abril Schreiber       | Guadalupe                                 |                      |                                    |
| Hugo Gómez            | Anwalt Federico Livas                     |                      |                                    |
| Mauricio Mejía        | Pablo Escobar                             |                      |                                    |
| Carlos Pineda         | Chilo                                     |                      | Orso „El Cholo“ Iván Gastélum Cruz |
| Alberto Cardeño       | Otto Herrerías                            |                      | Otto Roberto Herrera García        |
| Víctor Rodríguez      | Pedro Avilés Pérez                        |                      |                                    |

## Staffel-Übersicht
| Staffel | Episodenanzahl | Erstausstrahlung USA | Erstausstrahlung USA | Deutschsprachige Erstausstrahlung | Deutschsprachige Erstausstrahlung |
| Staffel | Episodenanzahl | Staffelpremiere      | Staffelfinale        | Staffelpremiere                   | Staffelfinale                     |
| ------- | -------------- | -------------------- | -------------------- | --------------------------------- | --------------------------------- |
| 1       | 9              | 23. April 2017       | 21. Mai 2017         | 16. Juni 2017                     | 16. Juni 2017                     |
| 2       | 12             | 17. September 2017   | 3. Dezember 2017     | 15. Dezember 2017                 | 15. Dezember 2017                 |
| 3       | 13             | 9. Juli 2018         | 25. Juli 2018        | 27. Juli 2018                     | 27. Juli 2018                     |

## Trivia
El Chapo selbst will, laut Medien, den Streamingdienst Netflix verklagen, da seine Person ungefragt und ohne Bezahlung für die Serie verwendet wurde und ihn als Person schlecht machen würde.